# Trasporti in Cile
Questa voce raccoglie le principali tipologie di Trasporti in Cile.

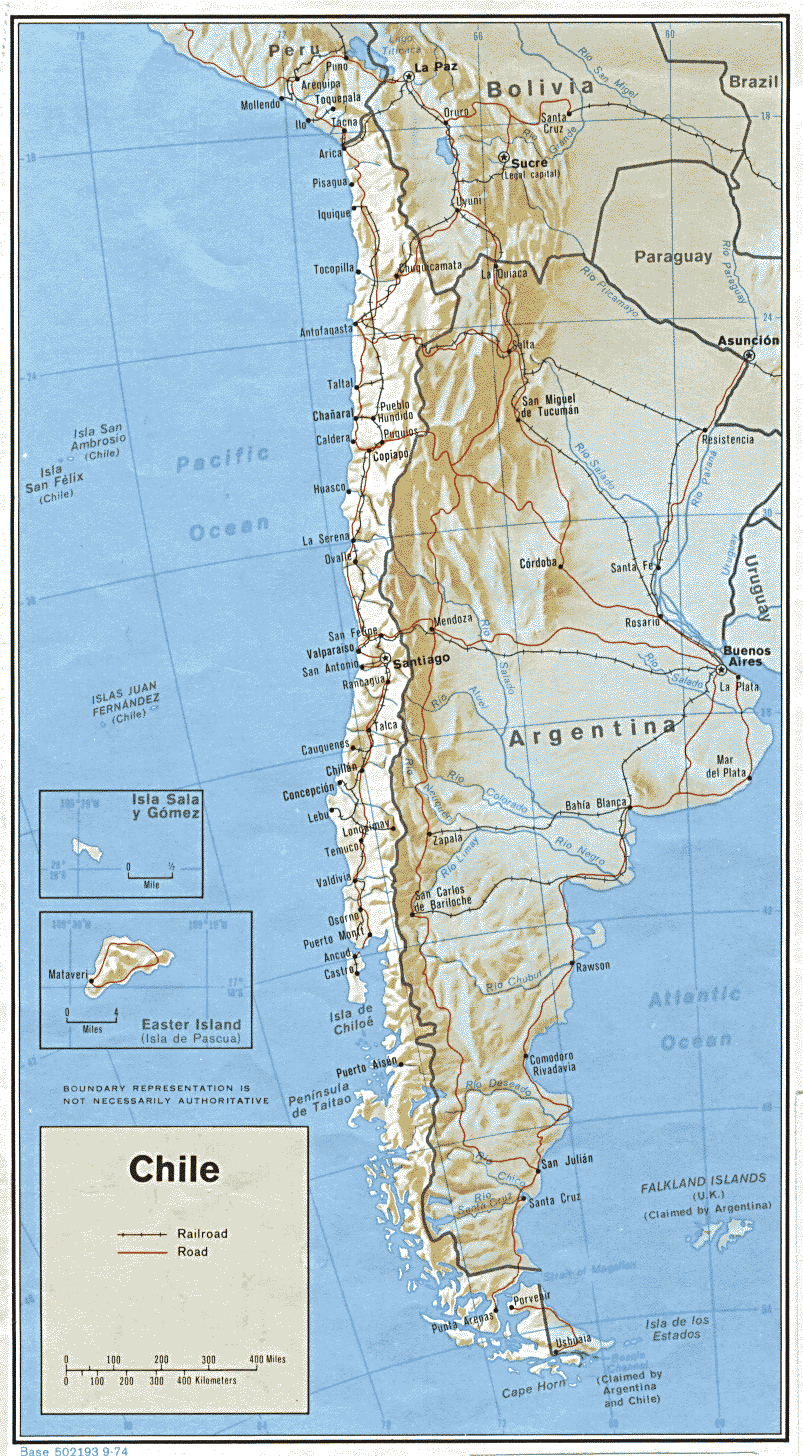
Cile: carta geopolitica con rete stradale e ferroviaria

## Trasporti su rotaia

### Reti ferroviarie
In totale: 6.782 km (dati 1995)
- Scartamento ridotto
  - 1000 mm: 2.923 km, 40 dei quali elettrificati
  - 1067 mm:  116 km
- Scartamento largo
  - 1676 mm: 3.743 km, 1.653 dei quali elettrificati
- Gestore nazionale: Empresa de los Ferrocarriles del Estado (EFE)
- Collegamento a reti estere contigue
  - assente: Perù
  - presente, con stesso scartamento, (1000 mm): Bolivia.

### Reti metropolitane
Esistono sistemi di metropolitana a Santiago (dal 1975), a Valparaíso (dal 2005) ed a Concepción (dal 2006).

### Reti tranviarie
Attualmente anche il servizio tranviario è assente in questa nazione.

## Trasporti su strada

Autostrade con 2 o più corsie in ciascuna direzione in Cile nel 2024, in rosso.

### Rete stradale
In totale:  79.800 km (dati 1996)
- asfaltate: 41.012 km
- bianche:  38.788 km.

### Reti filoviarie
Attualmente in Cile circolano filobus soltanto a Valparaíso: il servizio è cominciato il 31 dicembre 1952 e, dopo una breve sospensione tra il 1º dicembre 1981 ed il 25 aprile 1982, è stato riattivato e operante fino ad oggi.
Alcune vetture a marchio "Pullman-Standard" (serie 700), che inaugurarono la filovia nel 1952, sono ancora circolanti ed altre provenienti da Santiago (serie 800) risalgono al 1947: tali veicoli sono stati dichiarati recentemente monumento nazionale dal Consejo de Monumentos Nacionales de Chile.

### Autolinee
Nella capitale del Cile, Santiago, ed in altre zone abitate operano aziende pubbliche e private che gestiscono i trasporti urbani, suburbani ed interurbani esercitati con autobus.

## Idrovie
La nazione dispone di 725 km di acque navigabili (dati 1996).

### Porti e scali
- Antofagasta, Arica, Chañaral, Coquimbo, Corral, Iqueque, Puerto Montt, Punta Arenas, San Antonio, San Vicente de Tagua Tagua, Talcahuano, Tocopilla e Valparaíso.

## Trasporti aerei

### Aeroporti
In totale: 370 (dati 1999)
a) con piste di rullaggio pavimentate: 62
- oltre 3047 m: 6
- da 2438 a 3047 m: 6
- da 1524 a 2437 m: 20
- da 914 a 1523 m: 20
- sotto 914 m: 10

b) con piste di rullaggio non pavimentate: 308
- oltre 3047 m: 1
- da 2438 a 3047 m: 4
- da 1524 a 2437 m: 12
- da 914 a 1523 m: 68
- sotto 914 m: 223.